# Orthochromis polyacanthus
Orthochromis polyacanthus е вид лъчеперка от семейство Цихлиди (Cichlidae).

## Разпространение
Видът е разпространен в Демократична република Конго и Замбия.